# Josef Dittli

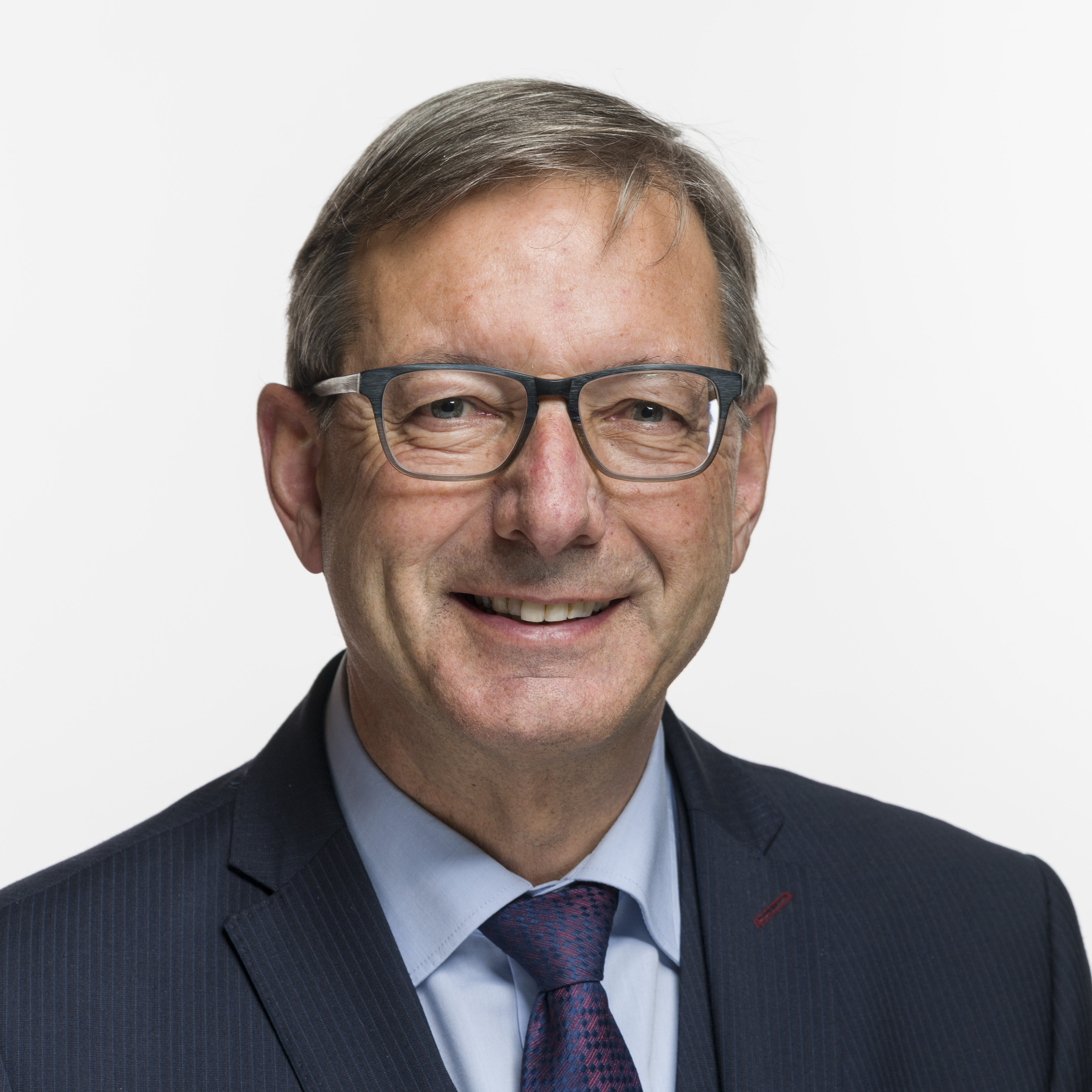
Josef Dittli (2019)

Josef Dittli (* 11. April 1957 in Attinghausen im Kanton Uri, heimatberechtigt ebenda) ist ein Schweizer Politiker (FDP). Er ist seit 2015 Ständerat.

## Biografie
Josef Dittli war von 1978 bis 1985 Volksschullehrer. Anschliessend begann er eine Ausbildung an der Militärakademie an der ETH Zürich. Nach dem Abschluss arbeitete er 19 Jahre in verschiedenen Funktionen als Berufsoffizier der Schweizer Armee. Im Jahr 2000 absolvierte er den Senior Course in Sicherheitspolitik am NATO Defense College in Rom. Im Grade eines Generalstabsobersten war er danach unter anderem Kommandant des Führungslehrganges II und zuletzt Kommandant des Taktischen Trainingszentrums in der Höheren Kaderausbildung der Schweizer Armee in Kriens.
Dittli präsidierte vom 1. Januar 2018 bis Ende Mai 2023 den Krankenversichererverband Curafutura, dies als Nachfolger des in den Bundesrat gewählten Ignazio Cassis. Dittli verwahrte sich daraufhin in einem Interview mit der NZZ gegen Vorwürfe, er habe sich als Gesundheitspolitiker von den Krankenkassen «kaufen lassen», und verteidigte seinen Lohn von 140'000 Schweizer Franken für die 40-Prozent-Stelle als «angemessen».
Des Weiteren ist Dittli Verwaltungsratspräsident von Swisslos, Mitglied der Sport-Toto-Gesellschaft und Präsident des Verbandes der verladenden Wirtschaft VAP. Er ist zudem Präsident der Freizügigkeitsstiftung der Liberty Vorsorge AG und der 3a-Vorsorgestiftung sowie Mitglied von weiteren Stiftungen.
Dittli ist verheiratet und hat zwei Kinder.

## Politik

### Kommunale und kantonale Ebene
Dittli war Gründungspräsident der Ortspartei der Freisinnig-Demokratischen Partei von Attinghausen. Von 1988 bis 2002 amtete er in Attinghausen als Gemeinderat (Exekutive), von 1999 bis 2002 als Gemeindepräsident. Zudem war er von 1992 bis 1995 Vizepräsident der FDP Uri. Am 21. März 2004 wurde Dittli vom Urner Volk in den Regierungsrat gewählt, wo er vom 1. Juni 2004 bis Ende Juli 2010 als Sicherheitsdirektor und vom 1. August 2010 bis Ende Mai 2016 als Finanzdirektor tätig war. Vom 1. Juni 2012 bis zum 31. Mai 2014 war er auch Landammann des Kantons Uri.
Als Finanzdirektor des Kantons Uri war Dittli Mitglied der Finanzdirektorenkonferenz, Verwaltungsrat der Kraftwerk Göschenen AG und Verwaltungsrat der Schweizer Salinen. Von 2010 bis 2016 war er Präsident der Pensionskasse Uri. Als Sicherheitsdirektor betätigte er sich interkantonal als Präsident der Militär- und Zivilschutzdirektorenkonferenz, Präsident der Konferenz der Kantonalen Forstdirektoren, Präsident der Zentralschweizer Polizeidirektorenkonferenz, Vorstandsmitglied der Feuerwehrkoordination Schweiz, Vorstandsmitglied der Fachdirektorenkonferenz Lotteriewesen der Kantone und Mitglied der Konferenz der Kantonalen Justiz- und Polizeidirektorenkonferenz (KKJPD). Zudem war Josef Dittli im Auftrag von Bundesrat Ueli Maurer auch Leiter des Projektes «Strategie Bevölkerungs- und Zivilschutz 2015+».
Besondere Aufmerksamkeit in der Öffentlichkeit erlangte Dittli durch die Anwerbung des ägyptischen Unternehmers Samih Sawiris für ein Tourismusresort in Andermatt sowie durch die jeweiligen 1.-August-Feierlichkeiten auf dem Rütli, die bis 2005 wiederholt von Rechtsextremen gestört wurden. Als für die Sicherheit zuständiger Regierungsrat gelang es ihm ab 2006, die rechtsextreme Szene von den Feierlichkeiten fernzuhalten. Per 31. Mai 2016 trat Josef Dittli aus dem Regierungsrat des Kantons Uri zurück.

### Nationale Ebene
Bei den Schweizer Parlamentswahlen 2015 wurde Josef Dittli im ersten Wahlgang in den Ständerat gewählt. Dort war er von 2015 bis 2016 Mitglied der Aussenpolitischen Kommission, aktuell (März 2022) ist er Mitglied der Kommission für soziale Sicherheit und Gesundheit, der Delegation bei der parlamentarischen Versammlung des Nordatlantischen Verteidigungsbündnisses (NATO), der Kommission für Verkehr und Fernmeldewesen, der Sicherheitspolitischen Kommission sowie der Delegation bei der parlamentarischen Versammlung der OSZE.
Dittli ist Mitglied im Arbeitskreis Sicherheit und Wehrtechnik (asuw), der sich für die Interessen der Rüstungsindustrie einsetzt. Er sprach sich im September 2018 für eine Lockerung der Kriegsmaterialverordnung aus und befürwortete eine Ausweitung der Kriegsmaterialexporte auf Länder, die in einem inneren Konflikt stehen.
Im September 2019 forderte Dittli mittels einer Interpellation den Bundesrat auf zu prüfen, ob Hintertüren zu Ende-zu-Ende-verschlüsselten Chats und Telefonaten mittels WhatsApp, Telegram und Threema für die Schweiz Sinn machen.
Bei den Wahlen 2019 und 2023 wurde Dittli wiedergewählt.

## Weitere Mandate
Dittli übernahm auch zivilgesellschaftliche Funktionen im Bereich Sport und Kultur, etwa als OK-Präsident des Innerschweizer Schwingfestes 2010, des Urner Kantonalen Schützenfestes 2011, von lokalen Organisationskomitees der Tour de Suisse, des Schweizer Volksmusikfests Altdorf vom Mai 2016 sowie des Volksmusikfestivals Altdorf 2018 und 2020. Er war ausserdem 12 Jahre Präsident der Stiftung Weg der Schweiz und ist Vorstandsmitglied im Trägerverein des Hauses der Volksmusik Altdorf.